# Inveraray Jail
Inveraray Jail er et tidligere fængsel og tinghus på Church Square i Inveraray, Argyll and Bute, Skotland. Det blev opført i 1820, og er en listed building i kategori A. Fængslet lukkede i 1889, men bygningen blev fortsat brugt som tinghus indtil midten af 1900-tallet, hvor det også blev brugt til møder for Argyll County Council. Siden 1989 har det været i et museum.